# Siegfried Schwing
Siegfried Schwing (* 30. März 1962 in Mannheim) ist ein ehemaliger deutscher Amateurboxer.

## Werdegang
Schwing begann 1979 im Alter von 17 Jahren beim KSV 1884 Mannheim mit dem Boxen und wechselte nach kurzer Zeit zur Boxabteilung des  SV Waldhof Mannheim 07. Er wurde bereits 1979 Dritter bei den Deutschen Juniorenmeisterschaften, was ihm im darauffolgenden Jahr 1980 ebenfalls gelang. Noch im selben Jahr wechselte er zum BAC 55 Hockenheim. Später kämpfte er für die Boxstaffel des TSV Bayer 04 Leverkusen.
In den Jahren 1982 und 1984 wurde er Deutscher Meister bei den Senioren im Fliegengewicht, zudem wurde er 1984 Deutscher Mannschaftsmeister mit der Boxstaffel des TSV Bayer 04 Leverkusen. Außerdem war er Nationalstaffel-Boxer und absolvierte mehrere Länderkämpfe für Deutschland. 1985 gewann er die Bronzemedaille beim Intercup in Sindelfingen. Im selben Jahr beendete er im Alter von 23 Jahren seine aktive Boxkarriere.